# Seseli leptocladum
Seseli leptocladum är en flockblommig växtart som beskrevs av Jurij Nikolajevitj Voronov. Seseli leptocladum ingår i släktet säfferötter, och familjen flockblommiga växter. Inga underarter finns listade i Catalogue of Life.